# Physiphora allomma
Physiphora allomma är en tvåvingeart som först beskrevs av Speiser 1914.  Physiphora allomma ingår i släktet Physiphora och familjen fläckflugor. Inga underarter finns listade i Catalogue of Life.